# Lyhundra, Sjuhundra, Frötuna och Länna och Närdinghundra domsaga
Lyhundra, Sjuhundra, Frötuna och Länna och Närdinghundra domsaga var en domsaga i Stockholms län. Den bildades 1777 ur delar av Lyhundra, Frötuna, Länna, Närdinghundra, Sjuhundra, Frösåker, Häverö, Väddö, Bro och Vätö häraders/Skeppslags domsaga och upplöstes 1863 då den ombildades till Lyhundra, Sjuhundra, Frötuna och Länna, Bro och Vätö domsaga och del till Närdinghundra, Frösåkers, Väddö och Häverö domsaga.
Domsagan lydde under Svea hovrätts domkrets.

## Härader/skeppslag
Domsagan omfattade Närdinghundra härad, Lyhundra härad, Sjuhundra härad och Frötuna och Länna skeppslag

## Tingslag
- Närdinghundra tingslag
- Lyhundra tingslag
- Sjuhundra tingslag
- Frötuna och Länna skeppslags tingslag

## Häradshövdingar
- 1777-1784 Ingemar Tingvall
- 1784-1826 Per Rudbeck
- 1827-1836 Gustaf Hauffman
- 1836-1850 Axel Gyllenhammar
- 1851-1862 Fredrik Isberg